# Ђиро д’Италија (књига)
Ђиро д’Италија (итал. Dino Buzzati al Giro dʼItalia) документарна литература је италијанског писца Дина Буцатија (итал. Dino Buzzati), романописца, приповедача и новинара. Колекција докумената је написана 1949. године, али је интегрално објављена 1981. године.  

## О делу
Ова  књига није за љубитеље бициклизма већ за љубитеље књижевности. Буцати је први извештај написао 17. маја у листу Коријера дела Сера, а последњи 13. јуна 1949. године. То су више репортаже с пута по Италији у послератном раздобљу. Трка је била само позадина где извештач слика људе, пределе, судбине, сећања, као и заблуде.
Све чланке повезује дуел између Копија и Барталија који се издвајају од осталих такмичара. Репортер је дочарао митолошку ауру овим ликовима и описао врхунац двобоја у трци када је Копи стекао готово дванаестоминутну предност у односу на Барталија који је задржао другу позицију.
Буцати је приказао колекцију докумената као приповедач и учесник самог догађаја.
Италијански издавач Мондадори је објавио 1981. године први пут одједном скуп ових текстова, односно колекцију репортажа са бициклистичке трке 1949. године под насловом Дино Буцати на Ђиро д’Италија. Три етапе није описао Буцати јер тада није излазио часопис Коријере дела сера (итал. Corriere della Sera) већ је написао Ћиро Верати. Ћиро је известио етапу Венеције, 30. маја; Монтекатини, 6. јун и Милано, 13. јун. 

## Дино Буцати као извештач бициклистичке трке Ђиро д’Италија
Дино Буцати је био извештач тридесет другог издања Ђиро д’Италија 1949. године. Новинар и писац је приказао Италију из тог времена, немирну и еуфоричну, као и спортисте који су се искрцали 18. маја у Палерму. Ту је било 102 бициклиста. Међу њима су били и Фаусто Копи и Ђино Бартали који доминирају у репортажама. Спортисти и извештач су омогућили становницима да уживају у бициклистичкој трци после ратних разарања и година сиромаштва.
Буцати је одмах себе окарактерисао као незналицу за бициклизам, али је прихватио посао и написао 25 текстова - репортажа.
Аутор признаје да до тог момента није видео бициклистичку трку. Он описује и тајна оружја појединаца као што су свети медаљон, кутијице симпамина, посебну обућу итд. Он ипак мајсторски успева да опише ток трке и анализира посебне технике. 

## Ђиро д’Италија
Ђиро д’Италија једна је од три највеће бициклистичке трке на свету. Трка је настала 1909. године и одмах је добила како политички, тако и друштвени значај. Тркачи су се један дан такмичили у Ломбардији, а други дан на Сицилији. Био је то најјефтинији и најдемократскији спектакл. Ђиро је почео да се емитује на телевизији тек 1957. године. Извештавање о успесима Копија и Барталија је било путем радија и у периодичним публикацијама. Дочаравале су се социо-културне занимљивости , анегдоте и описи.